# Sivasspor
Sivasspor este un club de fotbal din Sivas, Turcia care evoluează în Süper Lig. Echipa susține meciurile de acasă pe 4 Eylül cu o capacitate de 23.000 de locuri.